# Lindsay Sloane
Lindsay Sloane (Long Island, 8 augustus 1977) is een Amerikaans actrice. Ze had veel rollen, waaronder in That '70s Show en Promised Land. Ook had ze een grote rol in Sabrina, the Teenage Witch.

## Filmografie
- She's Out of My League (2010)
- A Good Old Fashioned Orgy (2009)
- Water Pills (2008)
- The Six Wives of Henry Lefay (2008)
- Morning Departure (2008)
- The Accidental Husband (2008)
- Over Her Dead Body (2008)
- Nancy Drew (2007)
- Help Me Help You (2006)
- Entourage (2006)
- The TV Set (2006)
- She Said/He Said (2006)
- The X's (2005)
- Crazy (2005)
- Dog Gone Love (2004)
- The Stones (2004)
- DeMarco Affairs (2004)
- Exposed (2003)
- Miss Match (1 aflevering)
- The In-Laws (2003)
- Greg the Bunny (2002)
- Homeward Bound (2002)
- Going to California (2001)
- Strange Frequency (2001)
- The Fighting Fitzgeralds (2001)
- Grosse Pointe (2000-2001)
- Strange Frequency 2 (2001)
- Bring It On (2000)
- M.Y.O.B. (2000)
- The West Wing (2000)
- That '70s Show (1999-2000)
- Seven Girlfriends (1999)
- Sabrina, Down Under (1999)
- Batman Beyond (1999) (stemrol)
- Sabrina, the Teenage Witch (45 afleveringen, 1997-1999)
- Lands of Lore III (1999)
- Student Affairs (1999)
- Win a Date (1998)
- Dharma & Greg (1997)
- Working (1997)
- Promised Land (1997)
- Mr. Rhodes (1996)
- Too Something (1 aflevering)
- CBS Schoolbreak Special (1995)
- My So-Called Life (1994)
- The Wonder Years (1991-1993)
- Why, Charlie Brown, Why? (1990)